# Butch Cassidy (chanteur)
Pour les articles homonymes, voir Butch Cassidy et Cassidy.
Butch Cassidy, de son vrai nom Danny Elliott Means II, né à Long Beach, en Californie, est un chanteur et rappeur américain.

## Biographie
Cousin du rappeur Lil' ½ Dead et du chanteur Nate Dogg, c'est avec ce dernier qu'il fait ses débuts en chantant dans une chorale d'église. Au fil de sa carrière, il travaille aux côtés de rappeurs imposants tels que Snoop Dogg et Xzibit pour leurs albums. Ses premières apparitions en tant que chanteur en featuring datent de 1996 sur le titre Be Thankful avec Nate Dogg et en 1998 sur le titre Ridin' High avec Daz Dillinger et WC sur l'album Retaliation, Revenge and Get Back. Il participe à de nombreux autres titres tels que Street Shit de Mack 10, Picture Me Rollin' (Remix) de 2Pac, Dodgeball de Snoop Dogg, à l'album Tarantula de Mystikal, et Great Place To Visit de Crooked I.
Le 3 avril 2007, il publie son premier album studio Back B4 You're Lonely.
En août 2015, Butch Cassidy participe à la chanson de Pknuckle, It's On.

## Discographie
- 2007 : Back B4 You're Lonely
- 2011 : I'm Here